# 巴薩拉布王朝
巴薩拉布王朝（羅馬尼亞語：Dinastia Basarabilor）是羅馬尼亞歷史上的一個王朝，從14世紀至17世紀初期間統治瓦拉幾亞。巴薩拉布王朝的創建者是巴薩拉布一世，後分為兩個分支：德古萊斯蒂家族與丹涅斯蒂家族。瓦拉幾亞的統治者的頭銜為「沃伊沃德」（Voivode），其中最知名的即為「穿刺公」弗拉德三世。

巴薩拉布王朝的徽章

## 後裔
瓦拉幾亞第二代沃伊沃德尼古拉·亞歷山德魯的女兒伊莉莎白嫁給了波蘭奧波列公爵瓦迪斯瓦夫二世。透過他們的女兒卡塔里娜（Katharina），現存的歐洲各王室皆為巴薩拉布王朝後裔。另外，弗拉德三世的兄長弗拉德四世仍留有後代，包含匈牙利貴族出身的雷戴伊·克勞迪雅，她是英國王后特克的瑪麗的祖母。